# Біомеханіка
Біомеха́ніка — наука, яка на основі ідей та методів механіки вивчає властивості біологічних об'єктів (м'язових і кісткових тканин), закономірності їх адаптації до довкілля, поведінку та механічні рухи в них на всіх рівнях організації та в різних станах, включаючи періоди розвитку й старіння, а також при патологіях.
Біомеханіку використовують для медичної діагностики, створення замінників тканин і органів, для розроблення методів впливу на процеси в живих організмах, для пізнання рухових можливостей людини, для захисту людини від шкідливих впливів довкілля під час її функціонування в екстремальних умовах.

## Напрями досліджень
Основі напрями досліджень:
- Вивчення структури клітин, біологічних рідин, м'яких і твердих тканин (біореологія), окремих органів і систем.
- Вивчення біологічних механізмів руху клітин та субклітинних структур (мембран, цитоплазми тощо), включаючи мітотичні рухи, фагоцитоз, везикулярний транспорт.
- Вивчення біологічних процесів, які забезпечують природні локомоції людини й тварин (плавання, політ, наземні пересування), а також маніпуляційні рухи людини;
- Вивчення механізмів і проявів керування (регуляції) в біологічних системах.
- Вивчення психомоторики та закономірностей формування в людини й тварин складних рухових навичок та заданих моделей руху й рухових дій.
- Вивчення різних проявів рухової активності та здібностей людини до розв'язання складних рухових завдань в екстремальних умовах (в орбітальних польотах, у відкритому космосі, в стратосфері, під водою, в умовах наднизьких і надвисоких температур).
- Визначення сумісності штучних органів та тканин людини.